# Beer pong
Beer pong, også kendt som Beirut og ølpong, er et drukspil, hvor spillerne kaster en bordtennisbold på tværs af et bord for at ramme ned i kopper med øl i den anden ende.
Spillet består typisk af to hold à to spillere. Hvert hold starter ud med 6 eller 10 kopper opstillet i en trekantformation i hver ende. Herefter forsøger holdene på skift at kaste boldene ned i modstandernes kopper - hvis det lykkes at ramme ned i en kop, skal indholdet af denne kop drikkes af det andet hold, og koppen fjernes fra bordet. Det første hold til at eliminere alle modstanderens kopper har vundet.
I USA afholdes der World Series of Beer Pong (WSOBP) hvert år i Las Vegas med pengepræmier på over 50.000 USD. I Europa er beer pong stadig på vej frem. Der afholdes også turneringer rundt i Europa, samt en del i Danmark. Årligt afholdes der ligeledes Danish Series Of Beer Pong Arkiveret 29. september 2020 hos  Wayback Machine, hvor de danske mestre i beer pong findes. Danish Series of Beer Pong er tidligere kendt under navnet DM i Beer Pong, men har i år 2019 skiftet navn for at komme ud over de danske stepper i håbet om at blive de ultimative mestre. Kalenderen Arkiveret 29. september 2020 hos  Wayback Machine på DSOBP vil blive opdateret hvert år, når der er indgået aftale med de barer og diskoteker, der ønsker at bakke op om årets finaleevent.

## Regler
Organisationer som amerikanske Bpong laver reglerne, hvor skandinaviske Danish Series Of Beer Pong [DSOBP] har fremsat nogle danske "officielle" basis-regler. Der er generelt enighed om, at disse regler gælder universelt, mens eventuelle hus-specifikke regler kan altid tilføjes spillet. Sådanne husregler kan variere fra region til region eller endda fra hus til hus.
Bpongs regelsæt er meget omfattende og grundig, mens DSOBP regelsæt er lettere at læse og forstå.
Det er vigtigt, at begge hold samt eventuelle tilskuere og dommere er enige om de gældende regler inden spillet påbegyndes.

### Opsætning
Moderne beer pong har flyttet sig fra bordtennisboldborde til i stedet at benytte specielle beer pong-borde. Standardstørrelsen for disse er 2,4m (længde) x 60cm (bredde) x 70cm (højde) ifølge The World Series of Beer Pong (WSOBP). Amerikanske størrelser: 8' x 2' x 26,5.
Der stilles enten seks eller ti kopper (småt eller stort spil) op i to trekanter i hver sin ende af bordet, således at de peger mod hinanden. Kopperne fyldes ofte med øl, men kan fyldes med andet, hvis husreglerne eller værten tillader det. Spillet spilles oftest med to hold á to spillere, selvom man kan være flere på hvert hold.

### Basisregler[5]

#### Start
Det afgøres ved stirrekonkurrence, plat eller krone eller sten, saks, papir hvilket hold, der starter.

#### Tur
Når et hold har tur, skal alle medlemmer af holdet forsøge at kaste en bordtennisbold ned i modstandernes kopper. Hvis en kop rammes, skal modstanderholdet drikke indholdet og fjerne koppen fra spillet.
Det må kun kastes overhåndskast, og det er en generel regel, at albuen skal holdes bag bordkanten under et kast.
Hvis det forsvarende hold slår en bold væk eller på anden måde forhindrer en bold i at ramme, skal holdet drikke og fjerne en kop af eget valg.

#### Afslutning
Det hold, der først får sat alle modstanderholdets kopper ud af spil, har vundet. Taberholdet drikker vinderholdets tilbageværende alkohol.

#### Re-racks
Hvert hold har ét re-rack pr. spil. Det vil sige, at hvert hold kan re-arrangere modstanderholdets kopper én gang pr. spil. Hvis man f.eks. har ramt de midterste kopper, kan det være smart at rykke de resterende kopper helt ind til hinanden, så man har større chance for at ramme.
Nogle spiller med, at man har ét re-rack for et lille spil og to for et stort spil.

#### Bounces
Et hold kan foretage et "bounce" ved at kaste bolden ned i bordet, således at den hopper op og rammer ned i en kop. Ved bounces, gælder specielle regler, da et sådant skud tæller for to kopper. Til gengæld må modstanderholdet slå bolden væk, så snart den har hoppet på bordet. Et sådant skud er dermed mest optimalt, når modstanderholdet er uopmærksomt.

### Eksempler på husregler[6]

#### Trickskud
Hvis man inden man kaster fortæller det andet hold, at man agter at foretage et trickskud (bag ryggen, pustet ud af munden - vær kreativ), og man derefter rammen en kop, tæller skuddet for to kopper og det forsvarende hold skal dermed drikke og fjerne en yderligere kop af eget valg.

#### Roll-back
Hvis bolden triller tilbage til det angribende holds banehalvdel uden at falde ned fra bordet, tildeles det angribende hold mulighed for at udføre et trickskud (kaste bag om ryggen, med hænderne for øjnene m.v.). Trickskud udført ved roll-backs tæller kun for én kop.

## FAQ om Danish Series Of Beer Pong[7]
På Danish Series Of Beer Pongs hjemmeside Arkiveret 29. september 2020 hos  Wayback Machine vil der løbende blive tilføjet årets vindere af finale eventet.  Der vil ligeledes også opdateres i kalenderen Arkiveret 29. september 2020 hos  Wayback Machine for hvor, du kan finde kvalifikationsturneringer og hvor - samt hvornår - den endelige finale vil finde sted. Det handler nemlig om at barer og diskoteker tilmelder sig partnere hos teamet i DSOBP, hvor der aftales dato for turneringer. Har du en bar og ønsker at kunne sende dine beer pong gæster videre til den ultimative finale, så kontakt DSOBP her Arkiveret 29. september 2020 hos  Wayback Machine.
Disse vil ligeledes også deles på Facebook og billeder fra dagen vil blive delt på Instagram. 